# François Steyn
François Philippus Lodewyk Steyn (* 14. Mai 1987 in Aliwal North) ist ein südafrikanischer Rugby-Union-Spieler, der bislang auf den Positionen Außendreiviertel und Schlussmann für die südafrikanische Nationalmannschaft und den französischen Verein Racing Métro 92 spielte. Er wurde bei der Weltmeisterschaft 2007 als bis dato jüngster Spieler Weltmeister. Seinen zweiten Titel gewann er bei der Rugby-Union-Weltmeisterschaft 2019.

## Karriere
Steyn spielte erstmals im Jahr 2006 für Südafrika. Bei seinem Debüt gegen Irland legte er gleich seinen ersten Versuch. Er wurde im folgenden Jahr für die Weltmeisterschaft nominiert, kam in allen Spielen des Turniers zum Einsatz und steuerte unter anderem drei Punkte zum Finalsieg über England bei.
Im Jahr 2009 spielte Steyn mit Südafrika gegen die British and Irish Lions. Die Springboks gewannen die Serie mit 2:1 und sicherten sich zudem den dritten Titel bei den Tri Nations im selben Jahr.
Steyn spielte in der südafrikanischen Meisterschaft Currie Cup für die Provinz Natal und in der internationalen Meisterschaft Super 14 für die Sharks. Zu Beginn der Saison 2009/10 verließ er Südafrika und wechselte nach Frankreich zum Aufsteiger Racing Métro 92.